# Arroyo del Sauce (Arroyo del Tala)
Der Arroyo del Sauce ist ein Fluss in Uruguay.
Er entspringt in einigen Kilometern südöstlicher Entfernung zu Cerro Colorado sowie unmittelbar nördlich der Quelle des Arroyo San Gregorio. Von dort verläuft er auf dem Gebiet des Departamentos Flores in nördliche Richtung und mündet nordwestlich des kartographisch verzeichneten Punktes Talas de Maciel als rechtsseitiger Nebenfluss in den Arroyo del Tala.